# Spilosoma fuscipennis
Spilosoma fuscipennis là một loài bướm đêm thuộc phân họ Arctiinae, họ Erebidae.